# Бикташева, Лейсан Маратовна
Лейсан Маратовна Бикташева (род. 23 ноября 1993, Туймазы, Башкортостан) — российская биатлонистка, призёр чемпионата России по биатлону, чемпионка Европы по кросс-биатлону среди юниоров, мастер спорта России (2015).

## Биография
В начале карьеры занималась лыжными гонками, выступала на первенстве России среди юниоров и этапах Кубка России, представляла Башкортостан.
С 2012 года занимается биатлоном, представляет Новосибирскую область и параллельным зачётом — Мордовию. Тренер — В. В. Иванов.
В 2013 году на открытом чемпионате Европы по кросс-биатлону среди юниоров стала чемпионкой в смешанной эстафете и в спринте и серебряным призёром в гонке преследования.
В сезоне 2015/16 завоевала бронзовую медаль чемпионата России в индивидуальной гонке. В 2015 году стала бронзовым призёром первенства страны среди спортсменок до 27 лет в гонке преследования и победительницей в эстафете.
На Кубке России становилась победительницей этапа в эстафете.
Неоднократно становилась победительницей межрегиональных турниров в Новосибирске.

### Кубок мира
5 февраля 2019 г. вошла в состав сборной России на этапы Кубка Мира в канадском Кэнморе и американском Солт-Лейк-Сити. Дебютировала 8 февраля 2019 г. в индивидуальной гонке и заняла 40 место.

### Результаты выступлений
| \| 2018/2019 Итоги \| 2018/2019 Итоги \| Поклюка \| Поклюка \| Поклюка \| Поклюка \| Поклюка \| Хохфильцен \| Хохфильцен \| Хохфильцен \| Нове-Место \| Нове-Место \| Нове-Место \| Оберхоф \| Оберхоф \| Оберхоф \| Рупольдинг \| Рупольдинг \| Рупольдинг \| Антхольц \| Антхольц \| Антхольц \| Канмор \| Канмор \| Солт-Лейк-Сити \| Солт-Лейк-Сити \| Солт-Лейк-Сити \| Солт-Лейк-Сити \| ЧМ Эстерсунд \| ЧМ Эстерсунд \| ЧМ Эстерсунд \| ЧМ Эстерсунд \| ЧМ Эстерсунд \| ЧМ Эстерсунд \| ЧМ Эстерсунд \| Холменколлен \| Холменколлен \| Холменколлен \| \| Очков \| Место \| Сусм \| См \| Инд \| Спр \| Пр \| Спр \| Пр \| Эст \| Спр \| Пр \| МС \| Спр \| Пр \| Эст \| Спр \| Эст \| МС \| Спр \| Пр \| МС \| Инд \| Эст \| Спр \| Пр \| Сусм \| См \| См \| Спр \| Пр \| Инд \| Сусм \| МС \| Эст \| Спр \| Пр \| МС \| \| 1 \| 100 \| — \| — \| — \| — \| — \| — \| — \| — \| — \| — \| — \| — \| — \| — \| — \| — \| — \| — \| — \| — \| 40 \| 10 \| 44 \| 49 \| — \| — \| — \| — \| — \| — \| — \| — \| — \| — \| — \| — \| |                 |         |         |         |         |         |            |            |            |            |            |            |         |         |         |            |            |            |          |          |          |        |        |                |                |                |                |              |              |              |              |              |              |              |              |              |              |
| В таблице отражены места, занятые спортсменом на гонках биатлонного сезона. Инд — индивидуальная гонка Пр — гонка преследования Спр — спринт МС — масс-старт Эст — эстафета См — смешанная эстафета СуСм — супермикст DNS — спортсмен был заявлен, но не стартовал DNF — спортсмен стартовал, но не финишировал LAP — спортсмен по ходу гонки (для гонок преследования и масс-стартов) отстал от лидера более чем на круг и был снят с трассы DSQ — спортсмен дисквалифицирован — − спортсмен не участвовал в этой гонке |                 |         |         |         |         |         |            |            |            |            |            |            |         |         |         |            |            |            |          |          |          |        |        |                |                |                |                |              |              |              |              |              |              |              |              |              |              |
| 2018/2019 Итоги | 2018/2019 Итоги | Поклюка | Поклюка | Поклюка | Поклюка | Поклюка | Хохфильцен | Хохфильцен | Хохфильцен | Нове-Место | Нове-Место | Нове-Место | Оберхоф | Оберхоф | Оберхоф | Рупольдинг | Рупольдинг | Рупольдинг | Антхольц | Антхольц | Антхольц | Канмор | Канмор | Солт-Лейк-Сити | Солт-Лейк-Сити | Солт-Лейк-Сити | Солт-Лейк-Сити | ЧМ Эстерсунд | ЧМ Эстерсунд | ЧМ Эстерсунд | ЧМ Эстерсунд | ЧМ Эстерсунд | ЧМ Эстерсунд | ЧМ Эстерсунд | Холменколлен | Холменколлен | Холменколлен |
| Очков | Место           | Сусм    | См      | Инд     | Спр     | Пр      | Спр        | Пр         | Эст        | Спр        | Пр         | МС         | Спр     | Пр      | Эст     | Спр        | Эст        | МС         | Спр      | Пр       | МС       | Инд    | Эст    | Спр            | Пр             | Сусм           | См             | См           | Спр          | Пр           | Инд          | Сусм         | МС           | Эст          | Спр          | Пр           | МС           |
| 1 | 100             | —       | —       | —       | —       | —       | —          | —          | —          | —          | —          | —          | —       | —       | —       | —          | —          | —          | —        | —        | —        | 40     | 10     | 44             | 49             | —              | —              | —            | —            | —            | —            | —            | —            | —            | —            | —            | —            |